# Гражданство Украины
Гражданство Украины — устойчивая правовая связь лица с Украиной. Регулируется Законом о гражданстве от 18 января 2001 года и Конституцией Украины.
Согласно Конституции, в  Украине существует единое гражданство. Граждане Украины не могут быть лишены гражданства и изгнаны за пределы Украины или выданы другому государству и имеют право на изменение гражданства, а также заботу и защиту за пределами Украины.

## Принципы гражданства в законодательстве Украины
Законодательство Украины о гражданстве основывается на следующих принципах:
1. Единое гражданство. Исключается возможность существования гражданства административно-территориальных единиц Украины. Если гражданин Украины приобрёл гражданство (подданство) другого государства или государств, в правовых отношениях с Украиной он признаётся лишь гражданином Украины. Если иностранец приобрёл гражданство Украины, в правовых отношениях с Украиной он также признаётся лишь гражданином Украины. (В 2019 году был внесён законопроект о разрешении второго гражданства[1]).
2. Предотвращение возникновения случаев без гражданства.
3. Невозможность лишения гражданства Украины.
4. Признание права гражданина Украины на смену гражданства;
5. Невозможность автоматического приобретения гражданства Украины иностранцем или лицом без гражданства вследствие заключения брака с гражданином Украины или приобретения гражданства Украины супругом и автоматического прекращения гражданства Украины одним из супругов вследствие прекращения брака или прекращения гражданства Украины другим супругом.
6. Равенство граждан Украины перед законом независимо от оснований, порядка и момента вступления гражданства Украины.
7. Сохранение гражданства Украины независимо от места жительства гражданина.

## Документы, подтверждающие гражданство Украины
1. паспорт гражданина Украины;
2. паспорт гражданина Украины для выезда за границу;
  - дипломатический паспорт;
  - служебный паспорт;
3. свидетельство о принадлежности к гражданству Украины;
4. временное удостоверение гражданина Украины;
5. проездной документ ребёнка;
6. удостоверение личности моряка;
7. удостоверение члена экипажа;
8. удостоверение личности для возвращения на Украину

## Граждане Украины
Гражданами Украины являются:
1. все граждане бывшего СССР, которые на момент провозглашения независимости Украины (24 августа 1991 года) постоянно проживали на территории Украины;
2. лица, независимо от расы, цвета кожи, политических, религиозных и других убеждений, пола, этнического и социального происхождения, имущественного положения, места жительства, языковых или других признаков, которые на момент вступления в силу Закона Украины «О гражданстве Украины» (1636-12) (13 ноября 1991) проживали на Украине и не были гражданами других государств;
3. лица, которые прибыли на Украину на постоянное проживание после 13 ноября 1991 года и которым в паспорте гражданина бывшего СССР образца 1974 года органами внутренних дел Украины внесена надпись «гражданин Украины», и дети таких лиц, которые прибыли вместе с родителями на Украину и на момент прибытия на Украину не достигли совершеннолетия, если указанные лица подали заявления об оформлении принадлежности к гражданству Украины; (Пункт 3 части первой статьи 3 в редакции Закона N 2663-IV (2663-15) от 16.06.2005)
4. лица, которые приобрели гражданство Украины в соответствии с законами Украины и международными договорами Украины.

## Приобретение гражданства Украины
Гражданство Украины приобретается:
1. по рождению;
2. по территориальному происхождению;
3. вследствие принятия в гражданство;
4. в результате восстановления в гражданстве;
5. вследствие усыновления;
6. вследствие установления над ребёнком опеки или попечительства;
7. вследствие установления над лицом, признанным судом недееспособным, опеки;
8. в связи с пребыванием в гражданстве Украины одного или обоих родителей ребёнка;
9. вследствие установления отцовства;
10. по другим основаниям, предусмотренным международными договорами Украины.

### По рождению
Гражданами Украины является:
- лицо, один или оба родителя которого на момент его рождения были гражданами Украины;

- лицо, которое родилось на территории Украины от лиц без гражданства, на законных основаниях проживающих на территории Украины;

- лицо, которое родилось за пределами Украины от лиц без гражданства, постоянно проживающих на законных основаниях на территории Украины, и не приобрело по рождению гражданства другого государства;

- лицо, которое родилось на территории Украины от иностранцев, постоянно на законных основаниях проживающих на территории Украины, и не приобрело по рождению гражданства ни одного из родителей;

- лицо, которое родилось на территории Украины, в случае, если одному из родителей был предоставлен статус беженца или убежище на Украине, и оно не приобрело по рождению гражданства ни одного из родителей или приобрело по рождению гражданство того из родителей, которому предоставлен статус беженца или убежище;

- лицо, которое родилось на территории Украины от иностранца и лица без гражданства, постоянно на законных основаниях проживающего на территории Украины, и не приобрело по рождению гражданства того из родителей, который является иностранцем;

- новорожденный ребёнок, найденный на территории Украины, оба родителя которого неизвестны (найдёныш);

Лица, имеющее право на приобретение гражданства Украины по рождению, являются гражданами Украины с момента рождения.

### По территориальному происхождению
В качестве гражданина Украины регистрируется лицо, которое само или хотя бы один из его родителей, бабушка/дедушка, родные брат или сестра родились или постоянно проживали до 16 июля 1990 года на территории, которая стала территорией Украины в соответствии со ст. 5 Закона Украины «О правопреемстве Украины», а также на других территориях, входивших в состав Украинской Народной Республики, Западно-Украинской Народной Республики, Украинской державы, Украинской Социалистической Советской Республики (УССР), Карпатской Украины, и является лицом без гражданства или иностранцем, который взял обязательства прекратить иностранное гражданство и подал заявление о приобретении гражданства Украины, а также его несовершеннолетние дети.

### Прием в гражданство Украины
Иностранец или лицо без гражданства могут быть по их ходатайствам приняты в гражданство Украины.

## Прекращение гражданства Украины
Согласно ст. 17 Закона «О гражданстве Украины», гражданство прекращается:
1. вследствие выхода из гражданства Украины;
2. вследствие утраты гражданства Украины;
3. по основаниям, предусмотренным международными договорами Украины.

### Выход из гражданства
Выход из гражданства — прекращение гражданства по инициативе лица согласно ч. 1 ст. 25 Закона о гражданстве Украины. Происходит по личному ходатайству гражданина на имя Президента Украины.
Для предотвращения приобретению гражданином Украины статуса лица без гражданства выход из гражданства Украины допускается, если лицо приобрело гражданство другого государства или получило документ, выданный уполномоченными органами другого государства, о том, что гражданин Украины приобретет его гражданство, если выйдет из гражданства Украины.
В Законе закреплено также, что выход из гражданства Украины не допускается, если лицо, которое ходатайствует о выходе из гражданства Украины, на Украине привлечено в качестве обвиняемого по уголовному делу или в отношении которого на Украине есть обвинительный приговор суда, вступивший в силу и подлежащий исполнению.
Датой прекращения гражданства Украины вследствие выхода является дата издания соответствующего Указа Президента Украины. Таким образом, речь идет не об автоматическом прекращении лицом гражданства.

#### Гражданство детей при выходе из гражданства
- Если ребёнок выехал вместе с родителями на постоянное проживание за границу и один или оба родителя выходят из гражданства Украины, либо один из родителей является иностранцем или лицом без гражданства, ребёнок может выйти из гражданства по ходатайству одного из родителей.

- Ребёнок, который, в соответствии с действующим законодательством Украины, считается постоянно проживающим за границей, может выйти из гражданства Украины по ходатайству одного из родителей.

- Ребёнок, который приобрел гражданство Украины по рождению, если на момент его рождения родители или хотя бы один из них были иностранцами или лицами без гражданства, может выйти из гражданства Украины по ходатайству одного из родителей независимо от места проживания ребёнка.

- Ребёнок, усыновленный супругами, один или оба из вторых является иностранцем, может выйти из гражданства Украины по ходатайству усыновителя, который является иностранцем.

Выход детей от четырнадцати до восемнадцати лет из гражданства Украины может происходить только с их согласия.

### Утрата гражданства
Закон Украины «О гражданстве Украины» (ст. 19) устанавливает основания для утраты гражданства Украины. Такими основаниями являются:
1. добровольное получение совершеннолетним гражданином Украины гражданства другого государства. Добровольными считаются все случаи, когда гражданин Украины должен был обращаться с заявлением или ходатайством о таком обретении соответственно порядку, установленного национальным законодательством государства, гражданство которого приобретено.
Не считается добровольным получением другого гражданства следующие случаи:
- одновременное получение ребёнком по рождению гражданства Украины и гражданства другого государства или государств;
- получение ребёнком, который является гражданином Украины, гражданства своих усыновителей вследствие усыновления его иностранцами;
- автоматическое получение гражданином Украины другого гражданства в результате бракосочетания с иностранцем;
- автоматическое получение гражданином Украины, который достиг совершеннолетия, другого гражданства вследствие применения законодательства иностранного государства, если такой гражданин не получил документ, подтверждающий наличие у него гражданства другого государства;

2. принятие в гражданство Украины в результате обмана, сознательного представления ложных сведений или фальшивых документов;
3. добровольное вступление на военную службу другого государства, которое по законодательству этого государства не является всеобщей воинской обязанностью или альтернативной (невоенной) службой.
Основания, предусмотренные пунктами 1 и 3, не применяются, если в результате их применения гражданин Украины станет лицом без гражданства.
Гражданин Украины, подавший заявление о выходе из гражданства, до вступления в силу решения о прекращении гражданства пользуется всеми правами и несёт все обязанности гражданина Украины.
Решение об оформлении получения гражданства Украины отменяется, если лицо получило гражданство Украины путём обмана, вследствие представления заведомо ложных сведений или фальшивых документов, или сокрытия какого-либо факта, при наличии которого лицо не может получить гражданство Украины.